# Isole Cayman ai Giochi della XXVIII Olimpiade
Le Isole Cayman parteciparono ai Giochi della XXVIII Olimpiade, svoltisi ad Atene, Grecia, dal 13 al 29 agosto 2004, con una delegazione di 5 atleti impegnati in due discipline.

## Risultati

### Atletica leggera
| Q | Qualificato al turno successivo per la Classifica in qualificazione                                                          |
| q | Qualificato per il turno successivo per ripescaggio o, negli eventi su campo, conquistando la misura minima per qualificarsi |

Maschile
Eventi su pista e strada
| Atleta                  | Evento      | Batteria  | Batteria   | Quarti di finale | Quarti di finale | Semifinale      | Semifinale      | Finale          | Finale          |
| Atleta                  | Evento      | Risultato | Classifica | Risultato        | Classifica       | Risultato       | Classifica      | Risultato       | Classifica      |
| ----------------------- | ----------- | --------- | ---------- | ---------------- | ---------------- | --------------- | --------------- | --------------- | --------------- |
| Kareem Streete-Thompson | 100 m piani | 10"15     | 2º Q       | 10"24            | 5º               | non qualificato | non qualificato | non qualificato | non qualificato |

Eventi sul campo
| Atleta                  | Evento         | Qualificazioni | Qualificazioni | Finale          | Finale          |
| Atleta                  | Evento         | Distanza       | Classifica     | Distanza        | Classifica      |
| ----------------------- | -------------- | -------------- | -------------- | --------------- | --------------- |
| Kareem Streete-Thompson | Salto in lungo | 7,85           | 20º            | non qualificato | non qualificato |

Femminile
Eventi su pista e strada
| Atleta              | Evento      | Batteria  | Batteria   | Quarti di finale | Quarti di finale | Semifinale | Semifinale | Finale          | Finale          |
| Atleta              | Evento      | Risultato | Classifica | Risultato        | Classifica       | Risultato  | Classifica | Risultato       | Classifica      |
| ------------------- | ----------- | --------- | ---------- | ---------------- | ---------------- | ---------- | ---------- | --------------- | --------------- |
| Cydonie Mothersille | 200 m piani | 22"40     | 1ª Q       | 22"76            | 1ª Q             | 22"76      | 5ª         | non qualificata | non qualificata |

### Nuoto
Maschile
| Atleta        | Evento             | Batteria  | Batteria   | Semifinale      | Semifinale      | Finale          | Finale          |
| Atleta        | Evento             | Risultato | Classifica | Risultato       | Classifica      | Risultato       | Classifica      |
| ------------- | ------------------ | --------- | ---------- | --------------- | --------------- | --------------- | --------------- |
| Shaune Fraser | 200 m stile libero | 1'53"19   | 41º        | non qualificato | non qualificato | non qualificato | non qualificato |
| Andrew Mackay | 200 m misti        | 2'07"65   | 41º        | non qualificato | non qualificato | non qualificato | non qualificato |
| Andrew Mackay | 400 m misti        | 4'32"38   | 33º        | N.D.            | N.D.            | non qualificato | non qualificato |

Femminile
| Atleta         | Evento             | Batteria  | Batteria   | Semifinale      | Semifinale      | Finale          | Finale          |
| Atleta         | Evento             | Risultato | Classifica | Risultato       | Classifica      | Risultato       | Classifica      |
| -------------- | ------------------ | --------- | ---------- | --------------- | --------------- | --------------- | --------------- |
| Heather Roffey | 800 m stile libero | 9'02"88   | 25ª        | N.D.            | N.D.            | non qualificata | non qualificata |
| Heather Roffey | 200 m farfalla     | 2'19"34   | 30ª        | non qualificata | non qualificata | non qualificata | non qualificata |